# Kosse (Texas)
Kosse é uma cidade  localizada no estado norte-americano de Texas, no Condado de Limestone.

## Demografia
Segundo o censo norte-americano de 2000, a sua população era de 497 habitantes.
Em 2006, foi estimada uma população de 516, um aumento de 19 (3.8%).

## Geografia
De acordo com o United States Census Bureau tem uma área de
3,4 km², dos quais 3,4 km² cobertos por terra e 0,0 km² cobertos por água.

## Localidades na vizinhança
O diagrama seguinte representa as localidades num raio de 32 km ao redor de Kosse.